# 골드뱅킹
골드뱅킹(Gold banking)은 은행에서 금과 관련된 상품을 사고 팔수 있는 제도를 일컫는다.